# Биљана Марковић
Биљана Марковић (дев. Савић; Београд, 1992) српска је поп-фолк и фолк певачица која је средином 2010-их постала популарна захваљујући Звездама Гранда.

## Биографија
Рођена је 1992. године у Београду, где од тада живи и ради.

### Музичка каријера
Учествовала је у Звездама гранда, IX сезона. У финалу овог музичког такмичења изгубила је од Хариса Берковића.
После овога, 2015. издала је први сингл — Опатица. Музику је урадио Шабан Шаулић.
Следеће године објавила је две песме са спотовима, Мој свет и Лажни пријатељи; текстописац је био Драган Радоњић, а композитор Горан Ратковић Рале. Касније исте године снимила је песму Трагови прошлости (промовисана у емисији „Гранд коктел” и посвећена онима који су је подржали током такмичења); текст и композицију је радио Зоран Влајић.
Године 2017, са Тифом је направила дует Опраштам; музику и аранжман је урадио опет Рале. Ове године је објавила још једну песму са спотом, Сунце моје — која је убрзо постала народни хит.
Године 2018, објављује песму Колона, а 2019. Ако одем прва.

#### Остало
Нашла се на осам колекција хитова Гранда до октобра 2019. године.
Музички узор јој је Снежана Ђуришић. Има глас и начин певања сличан оном Александре Бурсаћ и Јеце Крсмановић (обе такође учеснице ЗГ).

## Приватни живот
У Звездама гранда је наступала под девојачким презименом Савић, након чега се удала за музичара Милоша Марковића и узела његово презиме.

## Дискографија

### Синглови
- Опатица (2015)
- Мој свет (2016)
- Лажни пријатељи (2016)
- Трагови прошлости (2016)
- Све је то могло раније [дует са Делукс бендом] (2017)
- Опраштам [дует са Тифом] (2017)
- Сунце моје (2017)
- Колона (2018)
- Ако одем прва (2019)
- Стиснем зубе [дует са Ненадом Манојловићем] (2020)
- Наша љубав (2023)

### Спотови
| Спот                   | Година | Режисер          |
| ---------------------- | ------ | ---------------- |
| Мој свет               | 2016.  | CICI4VIDEOS      |
| Лажни пријатељи        | 2016.  | HD HIT           |
| Све је то могло раније | 2017.  | HD HIT           |
| Опраштам               | 2017.  | Paradox Pictures |
| Сунце моје             | 2017.  | Paradox Pictures |
| Колона                 | 2018.  | Paradox Pictures |
| Ако одем прва          | 2019.  | Paradox Pictures |
| Стиснем зубе           | 2020.  | Јован Рули       |
| Наша љубав             | 2023.  | Royal Films      |